# Stordriftsfördel
Stordriftsfördelar är de minskande styckkostnader som ofta uppkommer genom storskalig produktion, såsom massproduktion av såväl varor som tjänster vilket då leder till att företag kan sälja till lägre priser eller ta ut högre vinster. Stordriftsfördelarna minskas av att behovet av administration ökar med organisationens storlek, varför små organisationer ibland kan vara effektivare.
Den genomsnittliga kostnaden minskar ofta när antalet producerade enheter ökar. Det finns två typer av stordriftsfördelar som resulterar i en sådan tilltagande skalavkastning:
- Interna stordriftsfördelar, där den genomsnittliga kostnaden beror på storleken av företaget eller dess produktion av den aktuella produkten
- Externa stordriftsfördelar, där den genomsnittliga kostnaden beror på storleken av industrisektorn som helhet

En bransch där stordriftsfördelarna är så framträdande att den mest lönsamt kan drivas av en enda aktör, kan betraktas som ett naturligt monopol.
Stordriftsfördelar används naturligt inom företagsfinansiering.

## Några effekter som leder till stordriftsfördelar
- Forskning och utveckling
- Nätverkseffekt